# Daniel Rincón (tennis)
Pour les articles homonymes, voir Rincón.
Rincón  Yagüe est un nom espagnol. Le premier nom de famille, en général paternel, est Rincón ; le second, en général maternel, souvent omis, est Yagüe.
Daniel Rincón Yagüe, né le 7 janvier 2003 à Madrid, est un joueur de tennis espagnol, professionnel depuis 2021.

## Carrière
Daniel Rincón est vainqueur de l'Orange Bowl chez les moins de 16 ans en 2019.
Le 11 septembre 2021, il gagne l'US Open junior en simple en battant le numéro 1 mondial Shang Juncheng en finale.
En juin 2022, il remporte son premier titre ITF à Alkmaar puis un second la semaine suivante à La Haye, résultats qui le propulsent dans le top 500. Il rajoute deux titres à son palmarès début 2023 acquis à Manacor. Sur le circuit ATP, il bat Taro Daniel en qualifications à Madrid et se qualifie à Genève. En juillet, il dispute trois demi-finales consécutives au niveau Challenger, puis deux autres en fin de saison en Espagne.